# The Sailor Song
A The Sailor Song (a zenekar a dán pop-duó Toy-Box dalszövegével együtt a "Guaranteed To Make You Feel Good!" (Garantáltan jó érzéshez) szlogen kísérte. A harmadik kimásolt dal a csapat debütáló albumáról. A dal szintén sikeres volt, Hollandiában több slágerlistára is felkerült. A dal a korábban megjelent Tarzan & Jane valamint Best Friend című dalokkal népszerűek.

## Megjelenések
CD Maxi  Németország Edel Records – 0058565ERE
1. The Sailor Song (Radio Version) 3:11
2. The Sailor Song (Extended Version) 4:06
3. The Sailor Song (Bulletproof Remix) 6:32 Mixed By – DJ NME, Kaydee,  Remix – Bulletproof
4. The Sailor Song (Elephant & Castle Remix) 5:31 Remix – Elephant & Castle

## Slágerlista
| Slágerlista (1999)         | Legjobb helyezés |
| -------------------------- | ---------------- |
| Hollandia (Tipparade)      | 1                |
| Hollandia (Dutch Top 40    | 14               |
| Hollandia (Single Top 100) | 9                |